# Polygonum strindbergii
Polygonum strindbergii là một loài thực vật có hoa trong họ Rau răm. Loài này được J. Schust. miêu tả khoa học đầu tiên năm 1908.